# Margarita Costa Tenorio
Margarita Costa Tenorio (Vigo, 16 de febrer de 1951-Madrid, 21 de desembre de 2012) va ser una biòloga espanyola de la Universitat Complutense de Madrid, especialitzada en Botànica.

## Biografia
Va emigrar a Madrid amb la seva família i ja en aquesta ciutat va estudiar Biologia a la Universitat Complutense, llicenciant-se en 1974. En aquest mateix any ingressa com a professora en la facultat de Biologia, en la qual desenvolupa tota la seva carrera professional fins que es jubila en 2011.
En 1978 va obtenir el grau de doctora amb la defensa de la seva tesi “Contribució a l'estudi de la flora i vegetació de la Alcarria de Conca”. Va ser professora adjunta des de 1979 i professora titular des de 1987. En tot aquest temps com a docent va impartir l'assignatura “Fitosociologia”, posteriorment denominada “Vegetació Ibèrica”.
En la seva dilatada carrera professional es va especialitzar en el camp de la Botànica, creant un grup de treball entre professorat i alumnat, fruit del treball d'aquest va ser i publicació del llibre “Els boscos ibèrics”.
Va dirigir diferents tesis doctorals, destacant una presentada en 1996 que la seva temàtica és un estudi etnobotànic de la Serra Màgina (Jaén) i en 1998 una altra tesi doctoral sobre la distribució de les pinedes albares del Sistema Central Español.
Va ser coautora d'altres llibres com "La Cornicabra, la Corneta" i "Evolució i filogenia II".
Va participar des de 1998 en el Seminari Científic sobre la Regió Mediterrània, Natura 2000, un comitè de persones expertes en l'aplicació de la Directiva Europea Hàbitat-Xarxa Natura amb objectius de conservació de la fauna i la flora silvestre i dels seus hàbitats naturals. Dins d'aquesta Directiva, figura el manual “Els tipus d'hàbitat d'interès comunitari d'Espanya”, publicada en 2005 de la qual Margarida és coautora. En aquesta publicació es cataloguen i descriuen 116 hàbitats de forma senzilla i comprensible per a especialistes en la matèria.
Un altre tema en el qual va estar molt involucrada va ser en l'ensenyament públic de qualitat, defensant les incorporacions de classes socials que tradicionalment tenien limitat el seu accés al coneixement, sent una ferma defensora de la igualtat d'oportunitats per a l'educació.
Va simultanejar les classes i la recerca amb càrrecs de gestió, sent secretària acadèmica del departament i d'un dels vicedeganats de la Facultat de Biologia, a més de ser representants en la Junta de Facultat i el Claustre de la Complutense. Destacar també que en 1985 participa en la Reial Societat Espanyola d'Història Natural.
L'any 2009 cau malalta i mor 3 anys després. L'any 2013 i en la seva memòria, el Deganat i el seu departament organitzen un acte conjuntament en la seva memòria “Recordant a Marga”. La Junta de Facultat acorda per primera vegada, dedicar una de les aules de la Facultat de Biologia a la memòria de Margarida, dona que va ser estudiant i professora allí durant 40 anys.